# Toufen
Toufen (chiń. 頭份; pinyin Tóufèn) – miasto w północno-zachodnim Tajwanie, w powiecie Miaoli, nad Cieśniną Tajwańską. W 2017 roku miasto liczyło 103 147 mieszkańców.